# Frías (Burgos)
Frías è un comune spagnolo di 263 abitanti situato nella comunità autonoma di Castiglia e León.

## Località
Il comune comprende le seguenti località:
- Frías (capoluogo)
- Tobera
- Quintanaseca